# 清崎
清崎（きよさき）は、愛知県北設楽郡設楽町の大字。

## 地理
設楽町の南部に位置し新城市と接する。
小字が設置されているが丁目は設定されていない。

### 山岳
- 鞍掛山

### 河川
- 豊川
  - 野々瀬川

### 小字
| - 字赤戸（あかど） - 字安沢（あんざわ） - 字池ノ島（いけのしま） - 字井戸上（いどうえ） - 字入（いり） - 字岩井（いわい） - 字牛ケ久保（うしがくぼ） - 字後田（うしろだ） - 字宇洞杤（うととち） - 字江ケ沢（えがざわ） - 字榎平（えのきだいら） - 字大平（おおだいら） - 字大廻（おおまわり） - 字大峯（おおみね） - 字沖（おき） - 字大久賀田（おくがた） - 字起（おこし） - 字小野（おの） | - 字小良（おろ） - 字柿木貝津（かきのきがいつ） - 字柿ノ平（かきのひら） - 字釜渕（かまぶち） - 字上塩津（かみじおつ） - 字上原（かみはら） - 字カラ沢（からさわ） - 字川元（かわもと） - 字狐洞（きつねぼら） - 字切石（きりいし） - 字桐ケ久保（きりがくぼ） - 字沓掛（くつかけ） - 字鞍掛（くらかけ） - 字蔵平（くらだいら） - 字鞍見平（くらみだいら） - 字栗久保（くりくぼ） - 字栗出（くりで） - 字五道（ごどう） | - 字五本松（ごほんまつ） - 字小屋戸（こやど） - 字紺屋道（こんやみち） - 字下ノ沢（しものさわ） - 字社坂（しゃざか） - 字壇土（だんど） - 字丁古（ちょうご） - 字辻（つじ） - 字峠（とうげ） - 字道満（どうまん） - 字鳶巣（とびのす） - 字中島（なかじま） - 字中田（なかだ） - 字長畑（ながばた） - 字中堀田（なかほりだ） - 字名郡（なごおり） - 字菜畠（なばた） - 字西山（にしやま） | - 字根ノ後（ねのご） - 字野々瀬（ののせ） - 字灰焼道（はいやきみち） - 字箱上（はこあげ） - 字橋ノ沢（はしのさわ） - 字浜射場（はまいば） - 字林ノ後（はやしのうしろ） - 字榛ノ木山（はんのきやま） - 字日カケ（ひかけ） - 字日影（ひかげ） - 字兵ノ久保（ひょうのくぼ） - 字日面（ひよも） - 字広表（ひろおもて） - 字広畑（ひろはた） - 字深田（ふかだ） - 字札木坪（ふだぎつぼ） - 字坊口（ぼうぐち） - 字坊前（ぼうまえ） | - 字洞（ぼら） - 字前田（まえだ） - 字町浦（まちうら） - 字松山浦（まつやまうら） - 字水口（みずぐち） - 字水呑場（みずのみば） - 字宮ノ所（みやのところ） - 字向（むかい） - 字焼山（やけやま） - 字柳ノ本（やなぎのもと） - 字山手（やまて） - 字山本（やまもと） - 字弓沢（ゆみざわ） - 字横手（よこて） - 字横畑（よこはた） - 字若杤（わかとち） - 字早稲田（わせだ） |

## 歴史
北設楽郡清崎村を前身とする。
1889年10月1日に田口村、清崎村、八橋村、小松村、長江村、和市村、荒尾村が合併し、田口村となる。同日、清崎村廃止。

## 世帯数と人口
2015年（平成27年）10月1日現在の世帯数と人口は以下の通りである。
| 大字 | 世帯数  | 人口  |
| ---- | ------- | ----- |
| 清崎 | 200世帯 | 569人 |

### 人口の変遷
国勢調査による人口の推移
| 1995年（平成7年）  | 524人 | [ 5 ] |  |
| 2000年（平成12年） | 510人 | [ 6 ] |  |
| 2005年（平成17年） | 442人 | [ 7 ] |  |
| 2010年（平成22年） | 558人 | [ 8 ] |  |
| 2015年（平成27年） | 569人 | [ 2 ] |  |

## 施設
- 愛知県立田口高等学校
- 設楽町立清嶺小学校
- 設楽町立清嶺保育園
- 塩津温泉
- 豊根斎苑
- 清崎貯木場
- 食事三河路

## 交通
道路
- 国道257号
  - 伊那街道
- 愛知県道433号和市清崎線

路線バス
- おでかけ北設
  - 基幹バス[9]
    - 7 - 豊鉄バス田口新城線
      - 田口（田口） - 五道 - 清崎 - 田内（田内）

  - 支線バス
    - S2 - 設楽町営バス三都橋豊邦線
      - 田口（田口） - 五道 - 清崎 - 田峯（田峯）

## その他

### 日本郵便
- 郵便番号 : 441-2302[3]（集配局：設楽郵便局[10]）。

## 参考資料
- 「角川日本地名大辞典」編纂委員会 編『角川日本地名大辞典 23 愛知県』角川書店、1989年3月8日。ISBN 4-04-001230-5。
- 有限会社平凡社地方資料センター 編『日本歴史地名体系第23巻 愛知県の地名』平凡社、1981年。ISBN 4-582-49023-9。